# Andrena auriculata
Andrena auriculata är en biart som beskrevs av Xu och Osamu Tadauchi 2006. Andrena auriculata ingår i släktet sandbin, och familjen grävbin. Inga underarter finns listade i Catalogue of Life.